# 泰科耐斯
泰科耐斯（英語：Technetics Group）是面向全球加工和一般制造行业的工程工业产品制造商Enpro Industries, Inc.旗下的六个运营部门之一。
泰科耐斯的总部位于美国南卡罗来纳州哥伦比亚。 它为航空航天、核能、生命科学、石油和天然气、工业涡轮机以及半导体行业内的极端应用制造定制设计的工业密封件、组件和子系统。 不仅如此，泰科耐斯 还提供许多服务，包括表面和涂层技术、塑料加工、含氟聚合物蚀刻，以及密封测试、设计和分析。  到2016年为止，泰科耐斯已拥有了一支超过 900 名员工的工作团队，并在南卡罗来纳州哥伦比亚、佛罗里达州德兰、加利福尼亚州圣卡洛斯、德克萨斯州休斯顿、佛罗里达州代托纳、宾西法尼亚州哈特菲尔德、马萨诸塞州牛津、法国圣埃蒂安、法国蒙布里松、新加坡以及英国英格兰莱斯特开设了制造工厂。
泰科耐斯在 1969 年与法国的原子能及替代能源管理机构CEA建立了研究与开发的合作伙伴关系。 如今，泰科耐斯与CEA共享人力与资源，运营位于法国皮埃尔拉特的maestral实验室。 maestral实验室中的团队研究并开发用于恶劣环境的密封产品，例如，以高压、高温、复杂机械应力以及材料、流体和具有攻击性的细菌间的相互作用为特征的环境。 maestral实验室中的人员在这些环境中执行密封系统的测试、特性描述以及模拟。 CEA马尔库尔（位于罗讷河谷）进行核燃料循环、废物管理以及拆除和修复技术领域的研究与开发。

## 历史
泰科耐斯收购了数家公司，包括Tara Technologies、Wide Range Elastomers、Hydrodyne、Technetics、Plastomer Technologies、Garlock France 和 Garlock Helicoflex。最近还将全球最大型的燃气轮机燃烧组件供应商之一Fabrico, Inc. 纳入麾下。

## 运营单位
- 泰科耐斯（哥伦比亚） – 泰科耐斯（哥伦比亚）为航空航天和核能行业制造金属密封件，它以前称为Garlock Helicoflex。[3]
- 泰科耐斯（德兰） – 泰科耐斯（德兰）于2009年被EnPro Industries收购，制造耐磨密封件、声学材料、刷式密封件和安全隔膜。[4]
- 泰科耐斯（休斯顿） – 泰科耐斯（休斯顿）制造聚四氟乙烯（PTFE）密封件和组件，它以前称为Plastomer Technologie。[5]
- Technetics Group (代托纳) – Technetics Group（代托纳）在2011年被收购，当时称为Tara Technologies，它制造边缘焊接的金属波纹管。[6]
- 泰科耐斯（代托纳） – 泰科耐斯（代托纳）于2011年被收购，当时称为Tara Technologies，它制造边缘焊接的金属波纹管、碳面密封件和流体动力密封件。[6]
- 泰科耐斯（牛津） – 泰科耐斯（牛津）于2014年被收购，当时称为Fabrico, Inc，它制造工业燃气和蒸汽轮机的燃烧、燃料喷嘴以及热通道部分的组件。
- 泰科耐斯（法国） – 泰科耐斯（法国）制造金属密封件、石墨密封件、充气密封件、缠绕式垫片、机械密封件、刷式密封件和快速断开系统，以前称为Garlock France。[3]
- 泰科耐斯（莱斯特） – 泰科耐斯（莱斯特）于2009年被收购，当时称为Wide Range Elastomers，它为航空航天、医疗和制药行业制造合成橡胶密封件并绘制剖面图。[7]